# فيبي برنس
فيبي برنس هي فتاة بريطانية، انتحرت في 14 يناير 2010 بسبب معاناتها من التنمر المدرسي، أدى انتحارها إلى محاكمة ستة مراهقين بتهم الاغتصاب والتحرش، وكذلك إلى سن المجلس التشريعي للولاية ماساتشوستس تشريع أشد صرامة لمكافحة التنمر.